# Tel Jicchak
Tel Jicchak (hebrejsky תֵּל יִצְחָק‎, doslova „Jicchakův pahorek“, v oficiálním přepisu do angličtiny Tel Yizhaq, přepisováno též Tel Yitzhak) je vesnice typu kibuc v Izraeli, v Centrálním distriktu, v Oblastní radě Chof ha-Šaron.

## Geografie
Leží v nadmořské výšce 29 metrů v hustě osídlené a zemědělsky intenzivně využívané pobřežní nížině, respektive Šaronské planině. Jižně od vesnice protéká vádí Nachal Poleg, do kterého tu od východu ústí vádí Nachal Cherut.
Obec se nachází 4 kilometry od břehu Středozemního moře, cca 22 kilometrů severoseverovýchodně od centra Tel Avivu, cca 62 kilometrů jihojihozápadně od centra Haify a 2 kilometry jihovýchodně od okraje města Netanja, se kterým je společně se sousedním mošavem Bejt Jehošu'a stavebně téměř propojen. 2 kilometry na severovýchod leží menší město Even Jehuda. Tel Jicchak obývají Židé, přičemž osídlení v tomto regionu je etnicky převážně židovské.
Tel Jicchak je na dopravní síť napojen pomocí silnice číslo 553, jež dále k západu ústí do pobřežní dálnice číslo 2. V sousedním Bejt Jehošu'a je železniční stanice na trati Tel Aviv-Haifa.

## Dějiny
Tel Jicchak byl založen v roce 1938. Šlo o opevněnou osadu typu Hradba a věž. Zakladateli byli Židé z Polska (z Haliče) napojení na mládežnické sionistické hnutí ha-No'ar ha-cijoni. Kibuc byl pojmenován podle haličského funkcionáře tohoto hnutí יצחק שטיגר – Jicchaka Steigera. Prvotní nepočetné osadnické jádro posílil roku 1941 příchod další skupiny. Později do kibucu dorazili i Židé, kteří přežili holokaust.
Před rokem 1949 měl Tel Jicchak rozlohu katastrálního území 1275 dunamů (1,275 kilometru čtverečního).
Místní ekonomika je založena na zemědělství (pěstování citrusů, avokáda). V kibucu funguje muzeum dokumentující holokaust. Rozvinul se zde také průmysl (mimo jiné firma na stavebniny). V obci je k dispozici obchod, mateřské školy a společná jídelna. Od roku 2002 prochází kibuc privatizací a přešel na individuální odměňování svých členů podle odvedené práce.
Roku 1998 kibuc ve spolupráci se soukromou stavební firmou Rubinstein provedl na okraji obce výstavbu nové čtvrti Achuzat Poleg (אחוזת פולג), která je velkým obytným komplexem pro seniory. Od roku 1950 funguje v sousedství kibucu mládežnická vesnice Neve Hadasa – vzdělávací komplex s internátem.

## Demografie
Podle údajů z roku 2014 tvořili naprostou většinu obyvatel v Tel Jicchak Židé – cca 900 osob (včetně statistické kategorie "ostatní", která zahrnuje nearabské obyvatele židovského původu ale bez formální příslušnosti k židovskému náboženství, cca 1000 osob).
Jde o menší sídlo vesnického typu s dlouhodobě kolísající populací. K 31. prosinci 2014 zde žilo 1020 lidí. Během roku 2014 populace stoupla o 4,8 %.
| Rok            | 1948 | 1961 | 1972 | 1983 | 1995 | 2001 | 2003 | 2004 | 2005 | 2006 | 2007 | 2008 | 2009 | 2010 | 2011 | 2012 | 2013 | 2014 |
| -------------- | ---- | ---- | ---- | ---- | ---- | ---- | ---- | ---- | ---- | ---- | ---- | ---- | ---- | ---- | ---- | ---- | ---- | ---- |
| Počet obyvatel | 295  | 388  | 464  | 621  | 616  | 625  | 619  | 699  | 773  | 851  | 944  | 1033 | 672  | 690  | 727  | 966  | 973  | 1020 |